# Tour de Hainan 2025
 (avril 2025).
La 16e édition du Tour de Hainan (officiellement Tour of Hainan, chinois simplifié : 环海南岛国际公路自行车赛 ; chinois traditionnel : 環海南島國際公路自行車賽 ; pinyin : Huán Hǎinán Dǎo Guójì gōnglù zìxíngchē sài ; litt. « Tour cycliste routier international de l'île de Haïnan ») a lieu du 7 au 11 avril 2025 en Chine. La course fait partie du calendrier UCI ProSeries 2025, le deuxième niveau du cyclisme international, en catégorie 2.Pro.  
Le tour est remporté par l'Ukrainien Kyrylo Tsarenko (Solution Tech-Vini Fantini)

## Présentation

### Parcours
La course se déroule sur l'île de Hainan, située en mer de Chine méridionale, au sud de la Chine, débute à Qionghai  et se termine à Sanya après cinq étapes et un total de 864,54 km.

### Équipes
| WorldTeam- XDS Astana Team ProTeams (4)- Euskaltel-Euskadi - Burgos-Burpellet-BH - Team Polti VisitMalta - Solution Tech-Vini Fantini Équipes continentales (15)- CCACHE x BODYWRAP - Team Medellín-EPM - Parkhotel Valkenburg - Quick Pro Team - Roojai Insurance - St George Continental Cycling Team - Terengganu Cycling Team - Bodywrap LTwoo Cycling Team - China Glory-Mentech Continental Cycling Team - Fnix-SCOM-Hengxiang Cycling Team - Huansheng - SCOM - Taishan Sport Cycling Team - Li Ning Star - Wuzhishan SCOM MVMT Cycling Team - Shenzhen Kung Cycling Team - Chengdu DYC Cycling Team |
| |

## Étapes
| Étape     | Date    | Villes étapes                                  | type            | Distance (km) | Vainqueur d'étape | Leader du classement général |
| --------- | ------- | ---------------------------------------------- | --------------- | ------------- | ----------------- | ---------------------------- |
| 1re étape | 7 avr.  | Qionghai – Qionghai                            | étape de plaine | 90,34         | Matteo Malucelli  |                              |
| 2e étape  | 8 avr.  | Qionghai – Lingshui                            | étape de plaine | 178,1         | Dušan Rajović     |                              |
| 3e étape  | 9 avr.  | Lingshui – Xian autonome li et miao de Baoting | étape vallonnée | 212,6         | Kyrylo Tsarenko   |                              |
| 4e étape  | 10 avr. | Xian autonome li et miao de Baoting – Dongfang | étape vallonnée | 190,8         | Aaron Gate        |                              |
| 5e étape  | 11 avr. | Xian autonome li de Changjiang – Sanya         | étape de plaine | 182,8         | Alexander Salby   |                              |

## Classement général final
| \| Classement général \| Classement général \| Classement général \| Classement général \| Classement général \| \| Coureur \| Coureur \| Pays \| Équipe \| Temps \| \| ------------------ \| ------------------ \| ------------------ \| --------------------------------------------- \| ------------------ \| \| 1er \| Kyrylo Tsarenko \| Ukraine \| Team Solution Tech-Vini Fantini \| 19 h 28 min 45 s \| \| 2e \| Cristian Raileanu \| Roumanie \| Li Ning Star \| + 4 s \| \| 3e \| Aaron Gate \| Nouvelle-Zélande \| XDS Astana Team \| + 40 s \| \| 4e \| Henok Mulubrhan \| Érythrée \| XDS Astana Team \| + 46 s \| \| 5e \| Carlos Chía \| Colombie \| Huansheng - SCOM - Taishan Sport Cycling Team \| + 47 s \| \| 6e \| Petr Rikunov \| Russie \| Yunnan Lvshan Landscape \| + 48 s \| \| 7e \| Cyrus Monk \| Australie \| Fnix-SCOM-Hengxiang Cycling Team \| + 50 s \| \| 8e \| Nils Sinschek \| Pays-Bas \| Parkhotel Valkenburg \| + 50 s \| \| 9e \| Xabier Berasategi \| Espagne \| Euskaltel-Euskadi \| + 51 s \| \| 10e \| Óscar Sevilla \| Espagne \| Team Medellín-EPM \| + 52 s \| |                   |                  |                                               |                  |
| |                   |                  |                                               |                  |
| Source : ProCyclingStats |                   |                  |                                               |                  |
| Classement général |                   |                  |                                               |                  |
| Coureur | Coureur           | Pays             | Équipe                                        | Temps            |
| 1er | Kyrylo Tsarenko   | Ukraine          | Team Solution Tech-Vini Fantini               | 19 h 28 min 45 s |
| 2e | Cristian Raileanu | Roumanie         | Li Ning Star                                  | + 4 s            |
| 3e | Aaron Gate        | Nouvelle-Zélande | XDS Astana Team                               | + 40 s           |
| 4e | Henok Mulubrhan   | Érythrée         | XDS Astana Team                               | + 46 s           |
| 5e | Carlos Chía       | Colombie         | Huansheng - SCOM - Taishan Sport Cycling Team | + 47 s           |
| 6e | Petr Rikunov      | Russie           | Yunnan Lvshan Landscape                       | + 48 s           |
| 7e | Cyrus Monk        | Australie        | Fnix-SCOM-Hengxiang Cycling Team              | + 50 s           |
| 8e | Nils Sinschek     | Pays-Bas         | Parkhotel Valkenburg                          | + 50 s           |
| 9e | Xabier Berasategi | Espagne          | Euskaltel-Euskadi                             | + 51 s           |
| 10e | Óscar Sevilla     | Espagne          | Team Medellín-EPM                             | + 52 s           |